# Terre sauvage (comics)
Pour l’article homonyme, voir Terre sauvage.
Dans l'univers Marvel, la Terre sauvage ou, selon les traductions, le Pays sauvage (the Savage Land en VO), est une région tropicale située sous l'Antarctique où vivent encore des hommes et des animaux préhistoriques.
Ce pays est décrit pour la première fois dans le 10e épisode de la série Uncanny X-Men, écrit par  Stan Lee et dessiné par Jack Kirby. En France, cette histoire a été publiée dans le numéro 10 du magazine Strange.

## Histoire
Cette région fut créée par la race extra-terrestre des Nuwali.
Le riche héritier Kevin Plunder y fut élevé par un tigre à dents de sabre après la mort de ses parents. Désormais appelé Ka-Zar, il règne sur la partie de la Terre sauvage appelée « Jungle oubliée », avec sa compagne Shanna.

## Géographie
La Terre sauvage est une forêt tropicale humide irriguée par plusieurs cours d’eau. Elle est cernée par de hauts volcans qui la rendent inaccessible et créent un microclimat tropical.

## Faune
Les conditions d’isolement ont permis la survie de nombreuses espèces de dinosaures et autres animaux préhistoriques, datant du Trias jusqu’au Pléistocène.

## Espèces intelligentes

### Les Aéries
- Créateurs : Bruce Jones et Brent Anderson
- Première apparition :
  - VO : Ka-Zar the Savage #2 (mai 1981)
  - VF : Ka-Zar no 1 (Arédit/Artima, juin 1982)
- Description générale : les Aéris sont des hommes-oiseaux vivants dans la Terre sauvage, ils sont très intelligents.

### Les Enfants de Dis
- Créateurs : Bruce Jones et Brent Anderson
  - VO : Ka-Zar the Savage #10 (janvier 1982)
  - VF : Ka-Zar no 4 (Arédit/Artima, mai 1983)
- Description générale : les Enfants de Dis sont des humanoïdes à couleur de peau jaunâtre et qui vivent dans les vastes cavernes sous le domaine de Pangéa.

### Les mutants de la Terre sauvage
Les mutants (ou « mutés ») de la Terre sauvage sont à l’origine des humains habitant les marais. Ils ont été altérés génétiquement par Magnéto pour lui servir de force d’assaut.
- Zaladane (apparue dans Astonishing Tales #3 en décembre 1970) : grande prêtresse du clan du Soleil (Sun People). Lorsqu’elle a enlevé Polaris pour lui voler ses pouvoirs magnétiques, elle a prétendu qu’elles étaient sœurs : Zala Dane et Lorna Dane[6].
- Brainchild (apparu dans Uncanny X-Men #62 en novembre 1969)
- Amphibius (apparu dans Uncanny X-Men #62 en novembre 1969)
- Barbarus (apparu dans Uncanny X-Men #62 en novembre 1969)
- Equilibrius (apparu dans Uncanny X-Men #62 en novembre 1969)
- Gaza (apparu dans Uncanny X-Men #62 en novembre 1969)
- Lupo (apparu dans Uncanny X-Men #62 en novembre 1969)
- Piper (apparu dans Uncanny X-Men #62 en novembre 1969)
- Lorelei (Lani Ubanu) (apparue dans Uncanny X-Men #63 en décembre 1969)
- Vertigo (apparue dans Marvel Fanfare #1 en mars 1982)
- Whiteout (apparu dans Uncanny X-Men #249 en octobre 1989)
- Worm (apparu dans Uncanny X-Men #250 en octobre 1989)
- Sauron (apparu dans Uncanny X-Men #60 en septembre 1969) : c’est le seul membre du groupe non originaire de la Terre sauvage et sa mutation n’est pas due à Magnéto. Mordu par des ptérodactyles quand il était adolescent, le Dr Karl Lykos peut se transformer en ptéranodon et drainer l'énergie vitale d’autres personnes.